# Và anh đến trong cơn mưa
Và anh đến trong cơn mưa (I Come with the Rain) là bộ phim ra mắt năm 2009 của đạo diễn Trần Anh Hùng. Đây là dự án phim kéo dài đến 8 năm, thuộc dòng phim hành động, bạo lực và hầu hết ngoại cảnh được quay tại Davao, Philippines.

## Nội dung
Không giống như tên phim lãng mạn, Và anh đến trong cơn mưa là một câu chuyện đầy bạo lực với nhiều pha hành động xoay quanh Kline (Josh Hartnett) - cựu cảnh sát Los Angeles đã từ bỏ nhiệm sở. Trong vai trò thám tử tư, Kline được thuê sang Philippines tìm Shitao (Kimura Takuya), con trai bị mất tích bất ngờ của một tỉ phú đầy quyền lực. Kline lần theo dấu vết tới Hong Kong và gặp lại người đồng nghiệp cũ Meng Zi (Dư Văn Lạc) và cặp đôi giang hồ Su Dongpo (Lee Byung Hun) cùng người tình (Trần Nữ Yên Khê)...

## Phân vai
| Diễn viên       | vai diễn      |
| --------------- | ------------- |
| Josh Hartnett   | Kline         |
| Elias Koteas    | Hasford       |
| Lee Byung-hun   | Su Dongpo     |
| Kimura Takuya   | Shitao        |
| Dư Văn Lạc      | Joe Men Zi    |
| Trần Nữ Yên Khê | Lili          |
| Eusebio Poncela | Vargas        |
| Russ Kingston   | Felix Sportis |